# Elecciones estatales de Hamburgo de 1978
El 4 de junio de 1978, se realizó la novena elección al Parlamento de Hamburgo. Sorprendentemente el FDP fue eliminado del parlamento al no obtener el 5% de los votos. El SPD obtuvo la mayoría absoluta y, con su candidato Hans-Ulrich Klose, pudo gobernar en solitario. La CDU fue el único partido junto al SPD que pudo entrar al parlamento.

## Resultados
| Partido | Partido | Votos   | %    | Escaños |
| ------- | ------- | ------- | ---- | ------- |
|         | SPD     | 493 340 | 51,5 | 69      |
|         | CDU     | 360 409 | 37,6 | 51      |
|         | FDP     | 45 903  | 4,8  | −       |
|         | BuLi    | 33 279  | 3,5  | −       |
|         | GLU     | 10 061  | 1,1  | −       |
|         | DKP     | 9373    | 1,0  | −       |
|         | NPD     | 3231    | 0,3  | −       |
|         | KPD/ML  | 880     | 0,1  | −       |
|         | KBW     | 689     | 0,1  | −       |
|         | AUD     | 592     | 0,1  | −       |
|         | FSU     | 371     | <0,1 | −       |
|         | EAP     | 269     | <0,1 | −       |